# Гинецинская, Татьяна Александровна
Татья́на Алекса́ндровна Гинеци́нская (24 декабря 1917, Вологда — 28 сентября 2009, Санкт-Петербург) — советский и российский зоолог, паразитолог. Доктор биологических наук, профессор кафедры зоологии беспозвоночных Ленинградского государственного университета. Исследователь строения и жизненных циклов трематод, автор публикаций по истории биологии.

## Биография
Родилась в 1917 году в Вологде в семье Александра Григорьевича Гинецинского (1895—1962), впоследствии — известного физиолога, члена-корреспондента АМН СССР.
В предвоенные годы поступила на биологический факультет Ленинградского государственного университета, где обучалась на кафедре зоологии беспозвоночных, возглавляемой Валентином Александровичем Догелем (1882—1955). В 1942—1944 годах трудилась младшим научным сотрудником в Институте физиологии им. И. П. Павлова АН СССР.
На протяжении многих лет оставалась преподавателем кафедры зоологии беспозвоночных ЛГУ, занимая должность доцента, затем профессора. С 1944 года — кандидат биологических наук (тема диссертации: «Эколого-паразитологическое исследование утиных птиц дельты Волги»), с 1967 года — доктор биологических наук (тема диссертации: «Трематоды, их жизненный цикл, биология и эволюция»).

### Семья
Муж — Донат Владимирович Наумов (1921—1984), заведующий Зоологическим музеем ЗИН РАН, специалист по стрекающим. Сын — Андрей Донатович Наумов (род. 1946), гидробиолог, эколог морских донных сообществ, главный научный сотрудник ББС ЗИН РАН.

### Смерть
Скончалась 28 сентября 2009 года в Санкт-Петербурге в возрасте 91 года после длительной болезни.

## Вклад в науку и образование
Татьяна Александровна Гинецинская занималась исследовательской деятельностью в области паразитологии, наибольший вклад внесла в изучение морфологии и жизненных циклов дигенетических сосальщиков. Участвовала в экспедициях в Кандалакшский залив Белого моря (Кандалакшский заповедник) и в дельту Волги (Астраханский заповедник). Воспитала множество учеников, руководила выполнением более чем 35 диссертаций.
Входила в состав редакционной коллегии трёх посмертных изданий учебника «Зоология беспозвоночных» Валентина Александровича Догеля, а также написала в соавторстве со своим учеником Андреем Александровичем Добровольским двухтомное учебное пособие «Частная паразитология» (1968).

## Некоторые публикации
- Гинецинская Т. А. Трематоды, их жизненные циклы, биология и эволюция. — Л. : Наука, 1968. — 411 с.
- Гинецинская Т. А., Добровольский А. А. Частная паразитология: учебное пособие для биологических специальностей вузов, в 2 томах. — М. : Высшая школа, 1978.
- Гинецинская Т. А., Добровольский А. А. Жизненные циклы трематод как система адаптаций // Свободноживущие и паразитические беспозвоночные. — Л. : ЛГУ, 1983. — С. 112—157.

## Награды и премии
- Премия имени А. О. Ковалевского (1983) — за цикл работ «Онто- и филогенез трематод»